# Olivia Nobs
Olivia Nobs (La Chaux-de-Fonds, 18 november 1982) is een Zwitserse snowboardster. Ze vertegenwoordigde haar vaderland op de Olympische Winterspelen 2006 in Turijn en op de Olympische Winterspelen 2010 in Vancouver.

## Carrière
Bij haar wereldbekerdebuut, in november 2001 in Tignes, scoorde Nobs haar eerste wereldbekerpunten. Twee maanden later boekte de Zwitserse in Bardonecchia haar eerste wereldbekerzege. 
Op de wereldkampioenschappen snowboarden 2003 in Kreischberg eindigde Nobs als zeventiende op de snowboardcross. In Whistler nam de Zwitserse deel aan de wereldkampioenschappen snowboarden 2005, op dit toernooi eindigde ze als zeventiende op de snowboardcross. 
Tijdens de Olympische Winterspelen van 2006 in Turijn eindigde Nobs als elfde op de snowboardcross. Op de wereldkampioenschappen snowboarden 2009 in Gangwon veroverde de Zwitserse de zilveren medaille op de snowboardcross. Tijdens de Olympische Winterspelen van 2010 in Vancouver sleepte Nobs de bronzen medaille in de wacht op de snowboardcross.

## Resultaten

### Olympische Spelen
| Jaar | Plaats    | Resultaten         |
| ---- | --------- | ------------------ |
| 2006 | Turijn    | 11e Snowboardcross |
| 2010 | Vancouver | Snowboardcross     |

### Wereldkampioenschappen
| Jaar | Plaats      | Resultaten         |
| ---- | ----------- | ------------------ |
| 2003 | Kreischberg | 17e Snowboardcross |
| 2005 | Whistler    | 17e Snowboardcross |
| 2009 | Gangwon     | Snowboardcross     |

### Wereldbeker

#### Eindklasseringen
| Seizoen   | Algm | SBX    |
| --------- | ---- | ------ |
| 2001/2002 | -    | 5e     |
| 2002/2003 | -    | Zilver |
| 2003/2004 | -    | 22e    |
| 2004/2005 | -    | 12e    |
| 2005/2006 | 14e  | 4e     |
| 2007/2008 | 32e  | 11e    |
| 2008/2009 | 22e  | 10e    |
| 2009/2010 | 62e  | 18e    |

#### Wereldbekerzeges
| Datum           | Plaats        | Onderdeel      |
| --------------- | ------------- | -------------- |
| 18 januari 2002 | Bardonecchia  | Snowboardcross |
| 25 januari 2003 | Berchtesgaden | Snowboardcross |
| 16 maart 2003   | Arosa         | Snowboardcross |